# 시그리드 샤우만

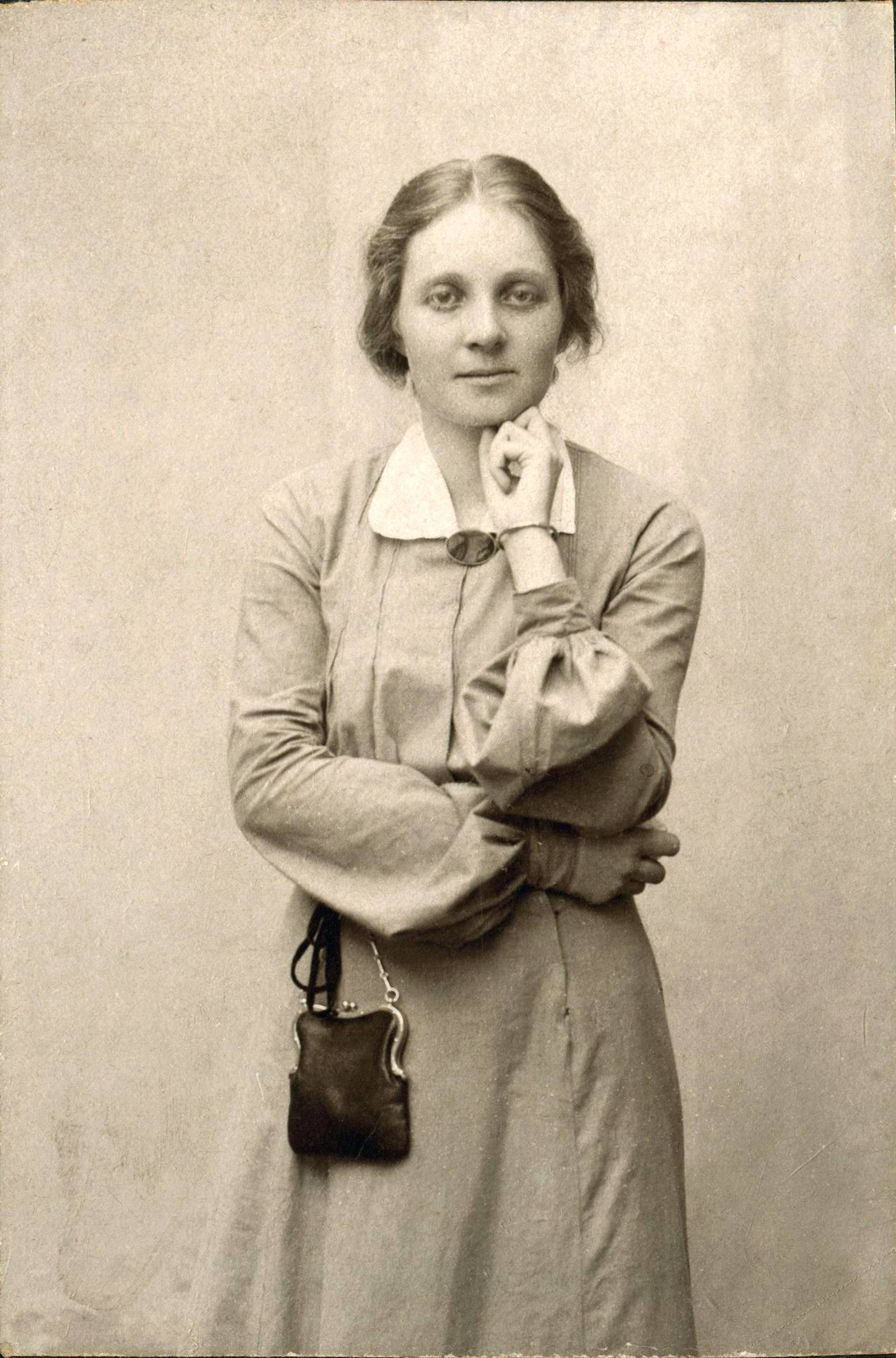
1901

시그리드 마리아 샤우만(스웨덴어: Sigrid Maria Schauman, 1877년 12월 24일–1979년 2월 22일)은 핀란드의 화가, 미술평론가다.
1877년 러시아 제국 하리코프(오늘날 우크라이나령)에서 러시아 제국군 장성 프레드리크 발데마르 샤우만과 포르보 주교의 딸 엘린 마리아 샤우만의 사이에서 태어났다. 폴란드 라돔에서 유년기를 보낸 뒤 8살 때 핀란드로 이주했다. 1899년 헬싱키의 핀란드 미술학교에서 공부를 시작해 칼 얀, 헬레네 셰르프베크 등에게 사사받았다. 1901년 아테네움 전시회에 처음 출품했다.
1904년, 시그리드 샤우만의 오라비 에우겐 샤우만이 핀란드 총독 니콜라이 보브리코프를 암살하고 자살했다. 이 사건이 터진 뒤 덴마크 코펜하겐으로 옮겨갔다. 이후 피렌체와 파리에서 공부를 계속했다. 아카데미 드 라팔레트에 소속되어 있다가 1910년 이집트로 여행을 갔다.
에드바르드 볼프(Edvard Wolff)와 결혼했지만 1913년 부부 사이에 아이가 태어난 직후 남편이 사망했다.
1920년 샤우만은 《다겐스 프레스》 지(1922년 이후 제호는 《스벤스카 프레센》, 1945년 이후 제호는 《니아 프레센》)에 미술평론가로 투고를 시작했고, 이후 이 신문과 30년 이상 일하면서 1500편 이상의 평론, 인터뷰, 기행문 등을 썼다.
1939년 로마와 파리를 방문했다.
제2차 세계 대전 이후 자유미술학교에서 1945년–1946년간 교사로 일했다. 1949년 은퇴했으나 헬싱키 시의 지원을 받아 미술작업은 계속했고, 핀란드 국가로부터 예술가 연금을 받았다.
1950년대에 샤우만은 프랑스와 이탈리아를 빈번히 오갔으며 1956년 프리즈마 그룹 결성 멤버로 참여했다.
1960년대 후반 이후 시력 악화로 그림을 그만두었다. 1979년 죽기 불과 1년 전 아모스 안데르센 미술관에서 열린 100세 생일 기념 회고전에 참여했다. 같은 해 스웨덴 왕에게 에우겐 왕자 포장을 수훈받았다.
1964년 《내 오빠 에우겐 샤우만》(Min bror Eugen: En gestalt ur Finlands frihetskamp)이라는 자서전을 썼다.